# Zams
Zams est une commune autrichienne du district de Landeck dans le Tyrol.

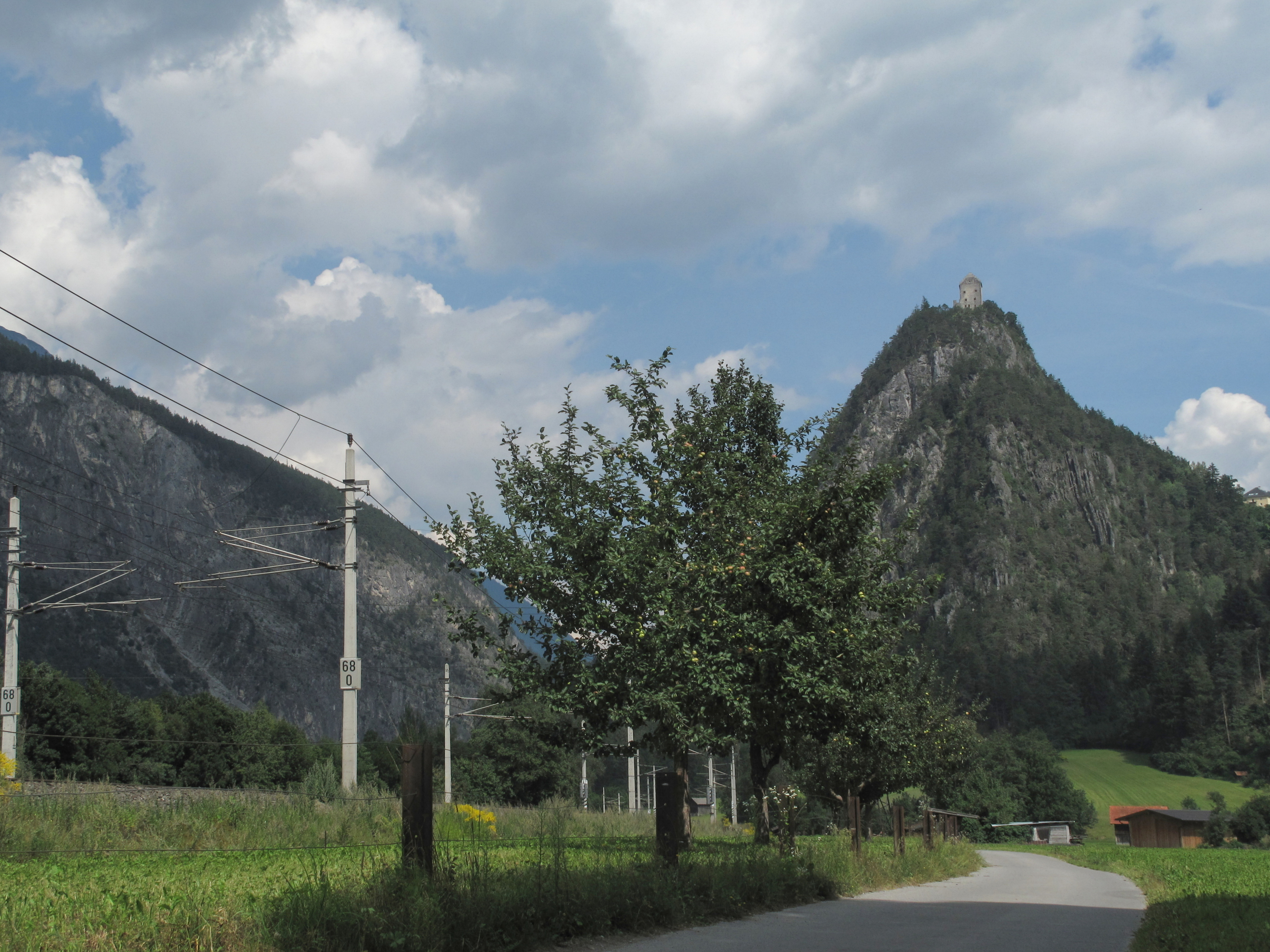
Zams, château: die Kronburg

## Personnalités
- Stefanie Köhle, skieuse, y est née en 1986